# 俄罗斯总统新闻秘书
克里姆林宫新闻秘书或俄罗斯总统新闻秘书（俄语：Пресс-Секретарь Президента Российской Федерации）是俄罗斯总统办公厅的高级官员，其主要职责是擔任俄罗斯联邦政府行政部门的发言人。新闻秘书负责收集有关俄羅斯总统和政府内部的活動和事件信息，并发布俄羅斯政府对世界各地事态发展的反应。新闻秘书要与媒体互动，并与克里姆林宫內部人員打交道。

## 外部鏈接
- Kremlin Official Accreditations （页面存档备份，存于）